# Jack Pickford
Jack Pickford, nato John Charles Smith, (Toronto, 18 agosto 1896 – Parigi, 3 gennaio 1933), è stato un attore cinematografico e regista canadese naturalizzato statunitense. Iniziata la sua carriera come attore bambino, per il suo aspetto di ragazzo continuò ad essere impiegato per tutta la sua carriera nel cinema muto prevalentemente in ruoli giovanili.

## Biografia
Nato a Toronto nel 1896 e registrato all'anagrafe con il nome di John Charles Smith, era il figlio dell'attrice Charlotte Hennessy. Era il fratello minore della più celebre Mary Pickford (Gladys Smith), con cui lavorò spesso, e di Lottie Pickford (Lottie Smith).
La vicenda dei tre figli è segnata dall'abbandono da parte del padre alcolista, quando essi erano ancora bambini. Per sfuggire alla povertà, i tre cominciarono a lavorare come attori bambini sul palcoscenico. Nel 1900, la famiglia si trasferisce a New York, ma i tre "Smith" sono sempre "on the road", laddove il lavoro li chiama. 
Nel 1909, Mary Smith (ora Mary Pickford) strappa un contratto di lavoro favorevole con la casa cinematografica Biograph, che include anche la sorella e il fratello minori. La famiglia può così riunirsi a Hollywood. 
Per il suo aspetto giovanile e il suo fisico minuto l'ormai adolescente Jack Pickford viene a lungo usato a ricoprire ruoli di bambino, che secondo le consuetudini dell'epoca allora raramente si affidavano a piccoli interpreti. Ancora nel 1917 gli è chiesto di interpretare il ruolo di Pip in Great Expectations e di "Tom Sawyer" in Tom Sawyer (1917) e Huck and Tom (1918).
Negli anni Venti Jack Pickford continua a interpretare ruoli di giovane adolescente. Alcuni dei suoi migliori film vengono da questo periodo, compreso The Little Shepherd of Kingdom Come (1920), The Man Who Had Everything (1920) e Waking Up the Town (1925). La sua vita personale e professionale è tuttavia sempre più condizionata da problemi di alcolismo.

## Matrimoni
Jack Pickford, conosciuto anche con il nome Johnny Pickford o Jack Smith, si sposò tre volte.
La prima moglie, Olive Thomas (1894-1920), sposata nel 1916, era una stella delle Ziegfeld Follies e attrice cinematografica. Morì in circostanze mai chiarite durante un viaggio in Francia con il marito.
Anche la seconda moglie, Marilyn Miller (1898-1936), era una diva delle scene musicali di Broadway e degli spettacoli di Ziegfeld. Il loro matrimonio, celebrato nel 1922, finì in un divorzio nel 1927.
La terza e ultima moglie fu Mary Mulhern, sposata nel 1930. Anche se non avevano divorziato, nel 1933, all'epoca della morte di Pickford, i due vivevano già da tempo separati.

## Morte
Jack Pickford morì a Parigi il 3 gennaio 1933, colpito da neuropatia. Alla sua morte i resti vennero seppelliti al Forest Lawn Memorial Park, Glendale (California).

## Riconoscimenti
- Hollywood Walk of Fame (Star of Motion Pictures; 1523 Vine Street; 8 febbraio 1960)
- Young Hollywood Hall of Fame (1908-1919)

## Filmografia

### Attore

#### 1909
- The Message, regia di David Wark Griffith (1909)
- Pranks, regia di David Wark Griffith (1909)
- Wanted, a Child, regia di David Wark Griffith (1909)
- In a Hempen Bag, regia di David Wark Griffith (1909)
- To Save Her Soul, regia di David Wark Griffith (1909)

#### 1910
- All on Account of the Milk, regia di Frank Powell (1910)
- The Call, regia di David Wark Griffith (1910)
- The Newlyweds, regia di David Wark Griffith (1910)
- The Smoker, regia di David Wark Griffith (1910)
- The Kid, regia di Frank Powell – cortometraggio (1910)
- The Tenderfoot's Triumph, regia di Frank Powell – cortometraggio (1910)
- An Affair of Hearts, regia di David Wark Griffith e Frank Powell (1910)
- Ramona, regia di David Wark Griffith (1910)
- The Modern Prodigal, regia di David Wark Griffith (1910)
- Muggy Becomes a Hero, regia di Frank Powell (1910)
- In Life's Cycle, regia di David Wark Griffith (1910)
- The Oath and the Man, regia di David Wark Griffith (1910)
- Rose O'Salem Town, regia di David Wark Griffith (1910)
- Examination Day at School, regia di David Wark Griffith (1910)
- The Iconoclast, regia di David Wark Griffith (1910)
- The Broken Doll, regia di David Wark Griffith (1910)
- Two Little Waifs, regia di David Wark Griffith (1910)
- Waiter No. 5, regia di David Wark Griffith (1910)
- A Plain Song, regia di David Wark Griffith (1910)
- A Child's Stratagem, regia di David Wark Griffith (1910)
- Happy Jack, a Hero, regia di Frank Powell (1910)
- The Lesson, regia di David Wark Griffith (1910)
- White Roses, regia di David Wark Griffith (1910)

#### 1911
- His Trust Fulfilled, regia di David Wark Griffith (1911)
- Fate's Turning, regia di David Wark Griffith (1911)
- The Poor Sick Men, regia di David Wark Griffith (1911)
- A Decree of Destiny, regia di David Wark Griffith (1911)
- Sweet Memories, regia di Thomas H. Ince (1911)
- For Her Brother's Sake, regia di Thomas H. Ince (1911)
- Thou Shalt Not Lie (1911)
- A Boy of the Revolution (1911)
- The Stuff Heroes Are Made Of, regia di D.W. Griffith e Frank Powell (1911)
- A Convict's Heart (1911)
- The Lost Necklace (1911)

#### 1912
- A Temporary Truce, regia di D.W. Griffith (1912)
- Katchem Kate, regia di Mack Sennett (1912)
- A Dash Through the Clouds, regia di Mack Sennett (1912)
- The School Teacher and the Waif, regia di D.W. Griffith (1912)
- Man's Lust for Gold, regia di D.W. Griffith (1912)
- An Indian Summer (1912)
- The Speed Demon, regia di Mack Sennett (1912)
- The Would-Be Shriner, regia di Mack Sennett (1912)
- Black Sheep, regia di David Wark Griffith (1912)
- The Narrow Road, regia di David Wark Griffith (1912)
- What the Doctor Ordered, regia di Mack Sennett (1912)
- A Child's Remorse, regia di David Wark Griffith (1912)
- The Inner Circle, regia di David Wark Griffith (1912)
- Mr. Grouch at the Seashore, regia di Dell Henderson (1912)
- A Pueblo Legend, regia di David Wark Griffith (1912)
- A Feud in the Kentucky Hills, regia di David Wark Griffith (1912)
- A Ten-Karat Hero, regia di Dell Henderson (1912)
- The Chief's Blanket, regia di D.W. Griffith (1912)
- The Painted Lady, regia di D.W. Griffith (1912)
- The Musketeers of Pig Alley, regia di D.W. Griffith (1912)
- Heredity, regia di David Wark Griffith (1912)
- My Baby, regia di D.W. Griffith e Frank Powell (1912)
- The Massacre, regia di David W. Griffith (1912)
- The Informer, regia di D.W. Griffith (1912)
- Brutality, regia di D.W. Griffith (1912)
- Il cappello di Parigi (The New York Hat), regia di D.W. Griffith (1912)
- My Hero, regia di D.W. Griffith (1912)

#### 1913
- A Misappropriated Turkey, regia di D.W. Griffith (1913)
- Love in an Apartment Hotel, regia di D.W. Griffith (1913)
- The Unwelcome Guest, regia di D.W. Griffith (1913)
- Fate, regia di D.W. Griffith (1913)
- The Sneak (1913)
- The Work Habit, regia di Anthony O'Sullivan (1913)
- For the Son of the House, regia di Dell Henderson (1913)
- Binks' Vacation, regia di Dell Henderson (1913)
- Giovanni's Gratitude (1913)

#### 1914
- The Gangsters of New York, regia di James Kirkwood e, non accreditato Christy Cabanne (1914)
- The Warning Cry (1914)
- The Mysterious Shot, regia di Donald Crisp – cortometraggio (1914)
- Liberty Belles, regia di Dell Henderson (1914)
- Amore di madre o Home, Sweet Home, regia di D.W. Griffith (1914)
- Seven Days (1914)
- The Eagle's Mate, regia di James Kirkwood (1914)
- Wildflower, regia di Allan Dwan (1914)
- His Last Dollar, regia di Allan Dwan (1914)

#### 1915
- The Love Route, regia di Allan Dwan (1915)
- The Commanding Officer, regia di Allan Dwan (1915)
- Fanchon, the Cricket, regia di James Kirkwood (1915)
- The Pretty Sister of Jose, regia di Allan Dwan (1915)
- A Girl of Yesterday, regia di Allan Dwan (1915)
- The Making of Crooks, regia di William Robert Daly – cortometraggio (1915)

#### 1916
- Why Love Is Blind, regia di George Nichols – cortometraggio (1916)
- Virtue Triumphant, regia di William Robert Daly – cortometraggio (1916)
- Poor Little Peppina, regia di Sidney Olcott (1916)
- The Hard Way, regia di Thomas N. Heffron – cortometraggio (1916)
- The Reprisal, regia di William Robert Daly – cortometraggio (1916)
- The Conflict, regia di William Robert Daly – cortometraggio (1916)
- Seventeen, regia di Robert G. Vignola (1916)

#### 1917
- Great Expectations, regia di Robert G. Vignola, Paul West (1917)
- Cupid's Touchdown, regia di Frank Beal – cortometraggio (1917)
- A Strange Adventure, regia di Marshall Neilan – cortometraggio) (1917)
- The Dummy, regia di Francis J. Grandon (1917)
- The Girl at Home, regia di Marshall Neilan (1917)
- Freckles, regia di Marshall Neilan (1917)
- What Money Can't Buy, regia di Lou Tellegen (1917)
- The Varmint, regia di William Desmond Taylor (1917)
- Ghost House, regia di William C. deMille (1917)
- Jack and Jill, regia di William Desmond Taylor (1917)
- Tom Sawyer, regia di William Desmond Taylor (1917)

#### 1918
- The Spirit of '17, regia di William Desmond Taylor (1918)
- Huck and Tom, regia di William Desmond Taylor (1918)
- His Majesty, Bunker Bean, regia di William Desmond Taylor (1918)
- Ci penso io! (Mr. Fix-It), regia di Allan Dwan (1918)
- Mile-a-Minute Kendall, regia di William Desmond Taylor (1918)
- Sandy, regia di George Melford (1918)

#### 1919
- Bill Apperson's Boy, regia di James Kirkwood (1919)
- Burglar by Proxy, regia di John Francis Dillon (1919)
- In Wrong, regia di James Kirkwood (1919)

#### 1920
- Fratelli nemici (The Little Shepherd of Kingdom Come), regia di Wallace Worsley (1920)
- A Double-Dyed Deceiver, regia di Alfred E. Green (1920)
- The Man Who Had Everything, regia di Alfred E. Green (1920)
- Just Out of College regia di Alfred E. Green (1920)

#### 1922/1925
- The End of the World regia di Harvey G. Matherson (1922)
- Garrison's Finish, regia di Arthur Rosson (1923)
- Hollywood, regia di James Cruze (1923)
- The Hill Billy, regia di George W. Hill (1924)
- La fine del mondo (Waking Up the Town), regia di James Cruze (1925)
- My Son, regia di Edwin Carewe (1925)
- The Goose Woman, regia di Clarence Brown (1925)

#### 1926
- The Bat, regia di Roland West (1926)
- Lo studente (Brown of Harvard), regia di Jack Conway (1926)
- Exit Smiling, regia di Sam Taylor (1926)

#### 1928
- Gang War, regia di Bert Glennon (1928)

### Regista
- Little Lord Fauntleroy co-regia Alfred E. Green (1921)
- Through the Back Door co-regia Alfred E. Green (1921)

### Produttore
- Garrison's Finish, regia di Arthur Rosson (1923)